# OVO Sound
OVO (October's Very Own) Sound es una compañía discográfica canadiense fundada por el rapero Drake, Noah "40" Shebib y Oliver El-Khatib en 2012. OVO Sound consta de Drake y de varios productores, tales como Noah "40" Shebib, Boi-1da, T-Minus, Mike Zombie junto con varios artistas como: PartyNextDoor, Majid Jordan.

## Filiales
October Firm
OVO Athletic Center
OVO Clothing
OVO Fest
OVO Basketball
OVO Sound Radio
Mod Sélection Champagne
© 2020 Mod Champagne, LLC.